# Slikar Pana
Slikar Pana je bio starogrčki slikar vaza u atičkom stilu crvenih figura. Ime je dobio po vazi - zvonastom krateru, koji se danas čuva u Muzeju lijepih umjetnosti u Bostonu, a koji pokazuje Pana kako progoni pastira, odnosno smrt Akteona. Bio je učenik Mizonov i djelovao između 480. i 450. pr. Kr. Slikao je na kraterima, pelikeima, hidrijama i amforama. Pripisuje mu se više od stotinu vaza. 

## Djela
- zvonasti krater u Bostonu (Pan i pastir, smrt Ajteona)
- pelike u Ateni (Heraklo i Busiris)
- psykter u Münchenu (Apolon se bori za Marpesu)
- lekythos in Boston (depiction of a hunter)